# Johan Axelsson Oxenstierna
För andra betydelser, se Johan Oxenstierna.

Porträtt av Johan Oxenstierna.

Johan Axelsson Oxenstierna af Södermöre, född 24 juni 1612 i Stockholm, död 5 december 1657 i Wismar, var en svensk greve och diplomat. Han var son till Axel Oxenstierna och var tillsammans med Johan Adler Salvius svensk delegat till förhandlingarna inför Westfaliska freden. År 1639 blev han medlem av riksrådet och 1654 blev han riksmarskalk. Han var gift första gången med Anna Margareta Sture (1615–1646), som blev den sista av grevliga ätten Sture och andra gången med Margareta Brahe.